# George Glacier
George Glacier är en glaciär i Antarktis. Den ligger i Östantarktis. Nya Zeeland gör anspråk på området. George Glacier ligger 180 meter över havet.
Terrängen runt George Glacier är varierad.  Trakten är obefolkad. Det finns inga samhällen i närheten.